# Nemocnice České Budějovice
Nemocnice České Budějovice je krajské zdravotnické zařízení ve městě České Budějovice. Jedná se o dva komplexy nemocničních budov v ulici B. Němcové v katastru České Budějovice 7 vlastněné akciovou společností Nemocnice České Budějovice a.s. se sídlem na adrese B. Němcové 585/54, jež nemocnici spravuje. Zřizovatel Nemocnice je Jihočeský kraj, jenž je zároveň stoprocentním vlastníkem akciové společnosti. Zařízení patří mezi největší v Česku a s více než 3500 zaměstnanci patří mezi největší zaměstnavatele v kraji. Mottem nemocnice je "Víc než nemocnice".

## Historie nemocnice

### Počátky
První zdravotnické zařízení ve městě vzniklo již kolem roku 1300 jako špitál s kostelem svatého Václava. Stál u dnešní Krajinské ulice a podporovali jej jak čeští králové, například berními úlevami, tak měšťané. Ti přispívali odkazy a dary do chudinského fondu, kam směřovala i část výnosů z hospodaření města. Zajímavostí je, že tento fond občanům města sloužil nepřetržitě až do 20. století.

### 16.–18. století
Do začátku 16. století, kdy začala městská rada platit kvalifikovaného lékaře, plnil špitál spíše sociální než léčebnou funkci. Ve jeho druhé dekádě byla logickou reakcí na morové rány výstavba nového Morového špitálu s kostelem Nejsvětější trojice před Pražskou bránou. 24. července 1641 podlehl špitál v Krajinské katastrofálnímu požáru, jež město zachvátil po chybné manipulaci ranhojiče se rtuťovou mastí, ale byl opět obnoven.
Během 18. století došlo k dalšímu rozvoji městských zařízení s lékařskou péčí. V roce 1770 byla vybudována vojenská nemocnice, která stála v současné ulici Dr. Stejskala a jež později tvořila základ dnešní nemocnice. O jedenáct let později byl založen a později rozšířen Ústav pro chudé občany, v roce 1787 pak vznikl v Krajinské ulici v tehdejším domě čp.285 chudobinec s nemocnicí.

### 19. století
Od roku 1812 začala rada města přemýšlet o postavení nové nemocnice, ke shodě došlo roku 1820 také díky finančnímu daru biskupa Johanna Prokopa hraběte Schaaffgotscheho v hodnotě přes tři tisíce zlatých. Příprava trvala dva roky, během kterých byla stržena starší zástavba a byl zpevněn pozemek na břehu Mlýnské stoky na Senovážném náměstí. 21. května 1827 byl položen základní kámen a následná stavba podle návrhu stavitele Josefa Bednaříka se zednickým mistrem Markusem Hoferem téměř tři roky, k financování projektu přispívalo i město. Původní špitál na rohu Hradební a Krajinské ulice byl v roce 1929 vydražen a získané finance se použily na investice do nového zařízení v čp. 129.
Kolaudací nemocnice s chudobincem, kde se o nemocné staraly i boromejky, prošla 4. října téhož roku. Od roku 1859 byl areál využíván pouze pro zdravotnictví a o jeho úspěchu svědčí i nutnost jeho několikerého rozšíření a jednání o výstavbě dalšího, modernějšího zařízení už od začátku roku 1881. Situaci příliš nepomohl ani vznik soukromého sanatoria „Haasenburgu“ založeného Karlem Haasem, jehož budovy se později staly součástí dnešní Polikliniky Sever v ulici Na Sadech, dále v roce 1902 otevřená tzv. Říhárna (Sanatorium Jindřicha Říhy) v ulici U Tří lvů č. 4, a ani tzv. Šmídovna na Pražské třídě v místech proti první budově IGY. Ta sloužila jako pomocný špitál a především infekční oddělení, kde byly hospitalizováni pacienti s dermatologicko venerologickými nemocemi, což vedlo k mnoha stížnostem okolních obyvatel.

### První polovina 20. století

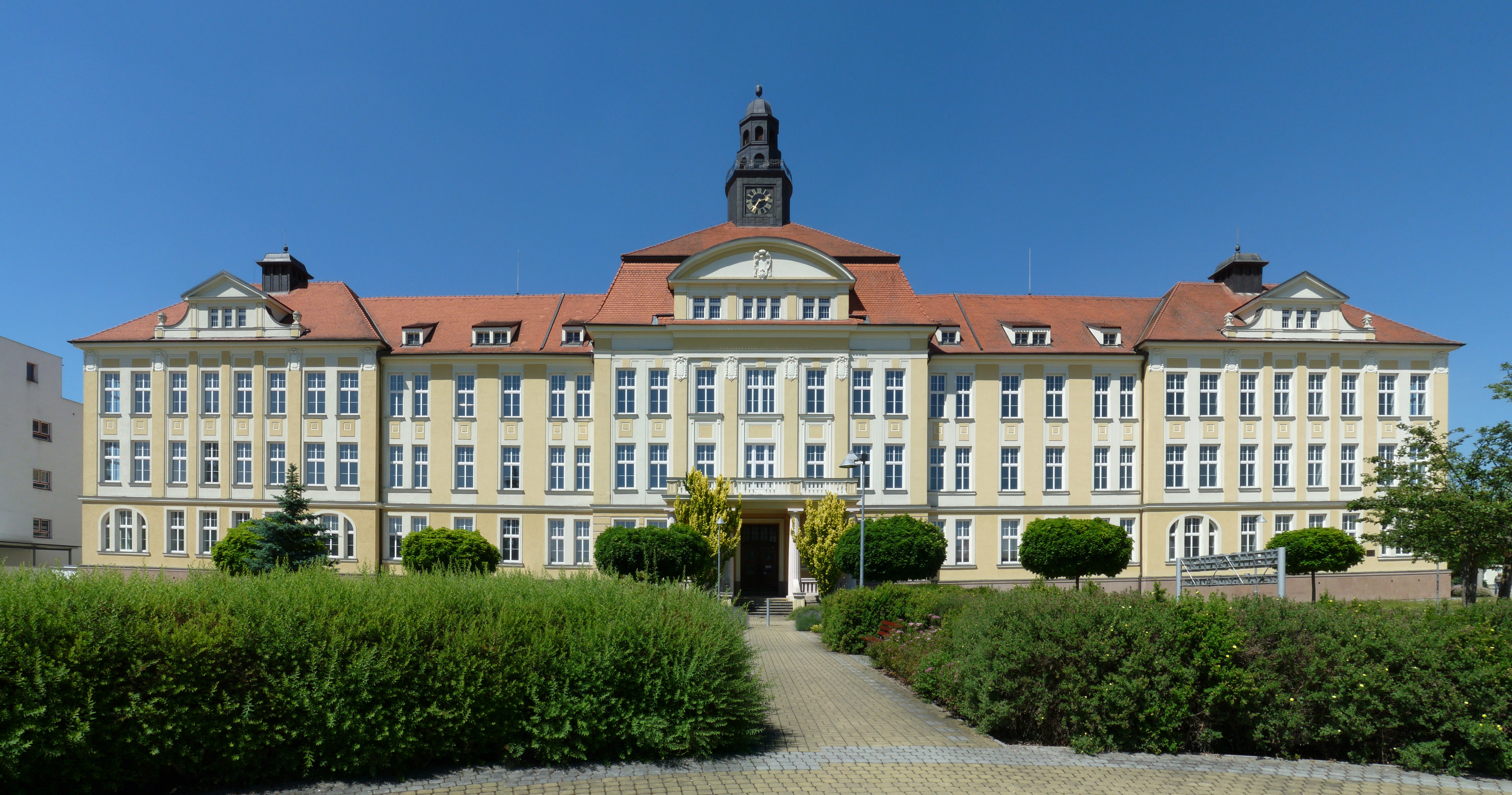
Pavilón T1

I proto v roce 1906 dostalo město souhlas okresního zastupitelstva ke konstrukci větší nemocnice s kapacitou 150 lůžek, a nárokům na klid a slunce, dostatek vody a možnost budoucího rozšiřování areálu odpovídala lokalita na Lineckém předměstí v dnešní ulici Boženy Němcové, na konci tehdejší Schwarzenbergovy. Stavba podle projektu stavitele Josefa Mrkvičky proběhla od jara 1912 do podzimu 1913, kolaudována byla 18. listopadu téhož roku 1913, a vysvěcena 4. března 1914 biskupem Antonínem Josefem Hůlkou. Oficiálně otevřena pak byla hned o den později. Na hlavní budově dodnes slouží věžní hodiny od firmy Zink, vyrobené v červenci 1913 za 1 650 korun.
Nová nemocnice dostala na počest 60. výročí panování císaře Františka Josefa I. název Kaiser Franz Josef-Jubiläums-Krankenhaus. 10. prosince 1918 pak byla Jubilejní nemocnice císaře Františka Josefa přejmenována na Všeobecnou veřejnou nemocnici.
Během první světové války pečovala o zraněné vojáky v Českých Budějovicích také Zeměbranecká kasárna arcivévody Rainiera v dnešní ulici Boženy Němcové, která byla v roce 1920 přeměněna na vojenskou nemocnici. Její část pak sloužila jako vojenský lazaret i během druhé světové války.
V meziválečných letech byla v hlavním areálu postavena nová administrativní budova, kde byly i byty pro lékaře a klauzura řeholních sester, které v nemocnici sloužily, a rovněž hospodářská budova s prádelnou, kuchyní a kotelnou. Po válce se v areálu postavilo několika dalších budov. V roce 1939 byla otevřena porodnice s gynekologií, v dalším roce pak pavilon chirurgie.

### Časová osa změn v letech 1950–1989
- 1950 – garáže za historickou budovou A
- 1952 – nový infekční pavilon se 120 lůžky, budova vrátnice a zvýšení administrativní budovy o jedno patro
- 1954 – plicní a TBC pavilon, transfuzní oddělení
- Polovina 50. let – nové garáže, centrální dílny, transformační stanice a sklady
- Od 1. 11. 1954 – tehdy jediná protialkoholní záchytná stanice v Jihočeském kraji, kde fungovala kromě let 1978-1980, kdy se nacházela v protialkoholní léčebně Červený Dvůr v okrese Český Krumlov.
- 1. září 1955 – založení školy, ke které v roce 1958 přibyla mateřská škola; v areálu fungují dosud, byť několikrát změnily svůj název i umístění
- 1957 – zrušení ústavní zelinářské zahrady pro nedostatek pracovníků a technické problémy se zavlažováním
- 1958 – KÚNZ získal další instituce, například Krajskou transfuzní stanici a plicní léčebnu ve Vyšším Brodě – Hrudkově, jež fungovala do konce roku 2005
- 1954–1955 – rekonstrukce budovy kožního oddělení a zvýšení počtu tamních lůžek
- začátek 60. let – nová vodárna s vodojemem, čisticí stanice
- 1963 – ozařovny onkologie
- 1964 – založena klinická základna lékařské fakulty Karlovy univerzity
- 1965 – nová truhlářská a čalounická dílna se sklady, ústavní jesle, veřejné osvětlení, požární zbrojnice a garáže pro autobusy
- 1967 – ocelový přístřešek pro sanity a nové prostory knihovny, jež v nemocnici fungovala už od roku 1923, v psychiatrickém pavilonu
- 1968 – kyslíková stanice interního oddělení
- 1972 – speciální oddělení dlouhodobě nemocných
- 1974 – pracoviště protetiky, jeho lůžková část v roce 1990
- 1979 – rekonstrukce administrativní budovy
- 1979 – centrální kyslíková stanice s centrálními rozvody plynu
- 1981 – adaptace bývalé hospodářské budovy, vznik lůžkové části rehabilitačního oddělení a Sdružený pavilon, přístavba nového chirurgického pavilonu (otevřen až roku 1985)
- 1982 – po 4leté rekonstrukci a nástavbě otevřeno další patro budovy dětského oddělení
- 1984 – nové sídlo neonatologického oddělení, nová kuchyně se zaměstnaneckou jídelnou, dokončení závodní mateřské školy
- 1986 – léčebna pro dlouhodobě nemocné
- 1986 – nová trafostanice, rekonstrukce čističky odpadních vod
- 1987 – dokončení generální rekonstrukce kotelny a výměníkové stanice, místo uhlí se začíná používat plyn, přístavba transfuzního pavilonu a stavba pavilonu speciálního radiodiagnostického centra u chirurgického pavilonu
- 1987 – modernizace historické budovy A[6]

### Po roce 1989
V roce 1991 byl zahájen zkušební provoz letecké záchranné služby, v prosinci 1995 pak byla zrušena Vojenská nemocnice. Od 1. ledna 1952 se nemocnice stala součástí Krajského ústavu národního zdraví (KÚNZ) pod názvem Krajská nemocnice s poliklinikou, což bylo zestátněné Sanatorium dr. Říhy. Areál Vojenské nemocnice byl v letech 1996–1997 převeden do majetku města, jež v něm založilo Okresní nemocnici.
Na začátku roku 1996 byla nemocniční škola zařazena do Sítě škol pod názvem Speciální základní a mateřská škola při nemocnici, roku 2001 se pod novým právním subjektem a přejmenovala na Speciální školy, Štítného 3, České Budějovice. Od roku 2010 se nachází v nové budově dětského oddělení.
Roku 2000 bylo ustaveno Sdružení jihočeských nemocnic a o 4 roky později, v roce 2004, se z příspěvkové organizace Nemocnice České Budějovice stala akciová společnost, jejímž jediným akcionářem je Jihočeský kraj.

## Současnost nemocnice
Nemocnice se skládá ze dvou areálů v ulici Boženy Němcové, tzv. Horního, kde je sídlo akciové společnosti, a Dolního, který vznikl z původní Vojenské nemocnice. Postupně probíhá přesun oddělení do areálu původní nemocnice, jež by mělo přinést více pohodlí jak personálu tak pacientům.. Poslední oddělení by se měla přestěhovat do konce roku 2025, na místě dolního areálu má vzniknout nový komplex budov.
31. prosince 2001 přešla příspěvková organizace Nemocnice České Budějovice po rozhodnutí Ministerstva zdravotnictví do majetku Jihočeského kraje.

### Oddělení nemocnice

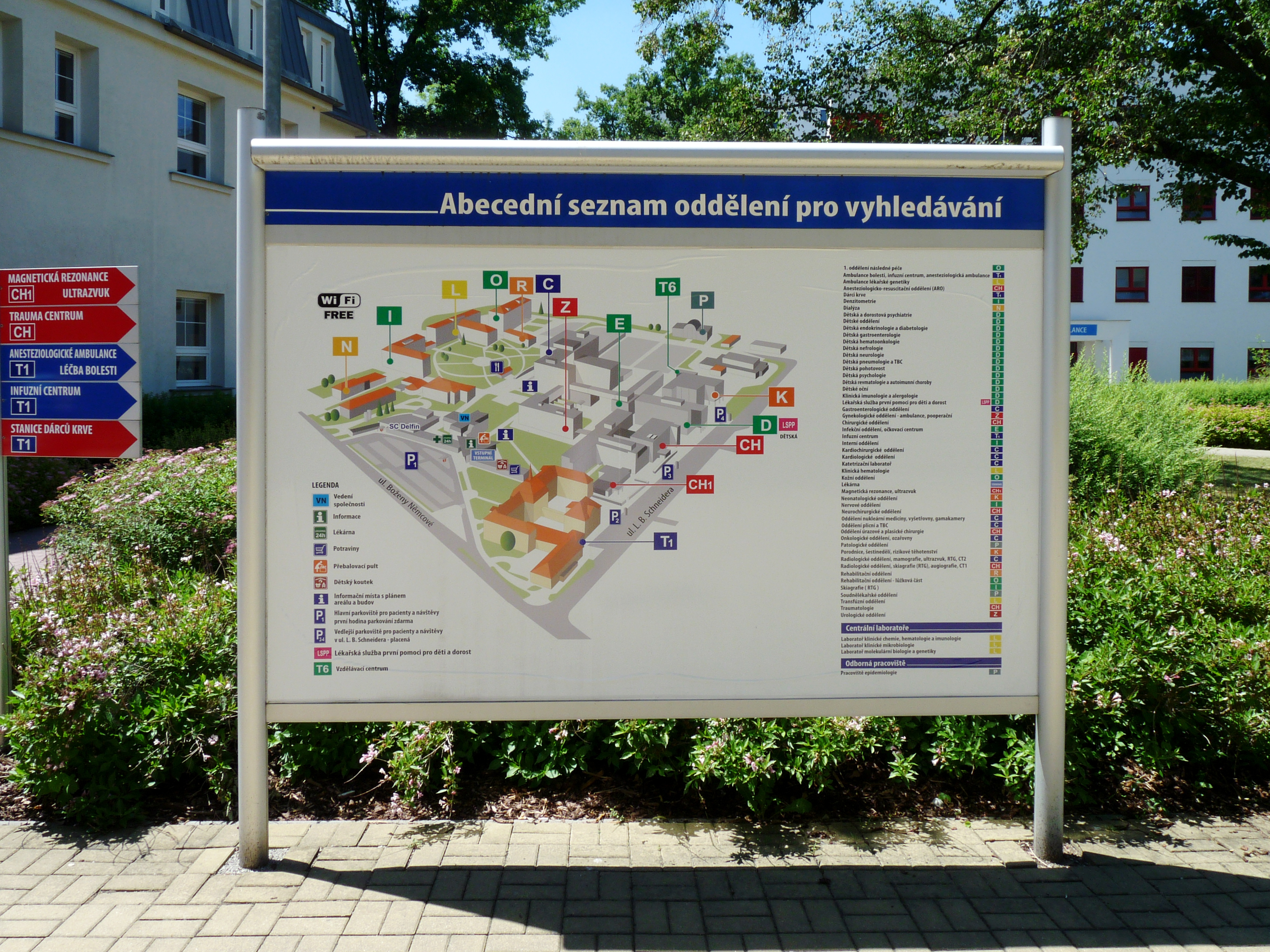
Orientační plán areálu nemocnice v Českých Budějovicích

Nemocnice poskytuje na čtyřiceti odděleních služby v oborech základní, specializované i vysoce specializované zdravotní péče prakticky ve všech lékařských oborech.
- 1. oddělení následné péče
- 2. oddělení následné péče a Spánková laboratoř
- Anesteziologicko-resuscitační oddělení (ARO)
- Centrální laboratoře
- Centrum pro poruchy spánku
- Dětské oddělení
- Gastroenterologické oddělení
- Gynekologicko – porodnické oddělení
- Chirurgické oddělení
- Infekční oddělení
- Interní oddělení
- Kardiologické oddělení
- Kardiochirurgické oddělení
- Klinická hematologie
- Kožní oddělení
- Léčebna tuberkulózy a respiračních onemocnění
- Lékárna ústavní a veřejná
- Neonatologické oddělení
- Neurochirurgické oddělení
- Neurologické oddělení
- Obor lékařské genetiky
- Oční oddělení
- Oddělení nukleární medicíny
- Oddělení otorinolaryngologie a chirurgie hlavy a krku (ORL)
- Oddělení plastické chirurgie
- Oddělení plicní a TBC
- Oddělení pracovního lékařství
- Oddělení urgentního příjmu
- Oddělení úrazové chirurgie
- Oddělení ústní, čelistní a obličejové chirurgie
- Onkologické oddělení
- Ortopedické oddělení
- Patologické oddělení
- Pracoviště klinické farmakologie
- Pracoviště epidemiologie
- Psychiatrické oddělení
- Radiologické oddělení
- Rehabilitační oddělení
- Soudnělékařské oddělení
- Transfúzní oddělení
- Urologické oddělení

### Doprava

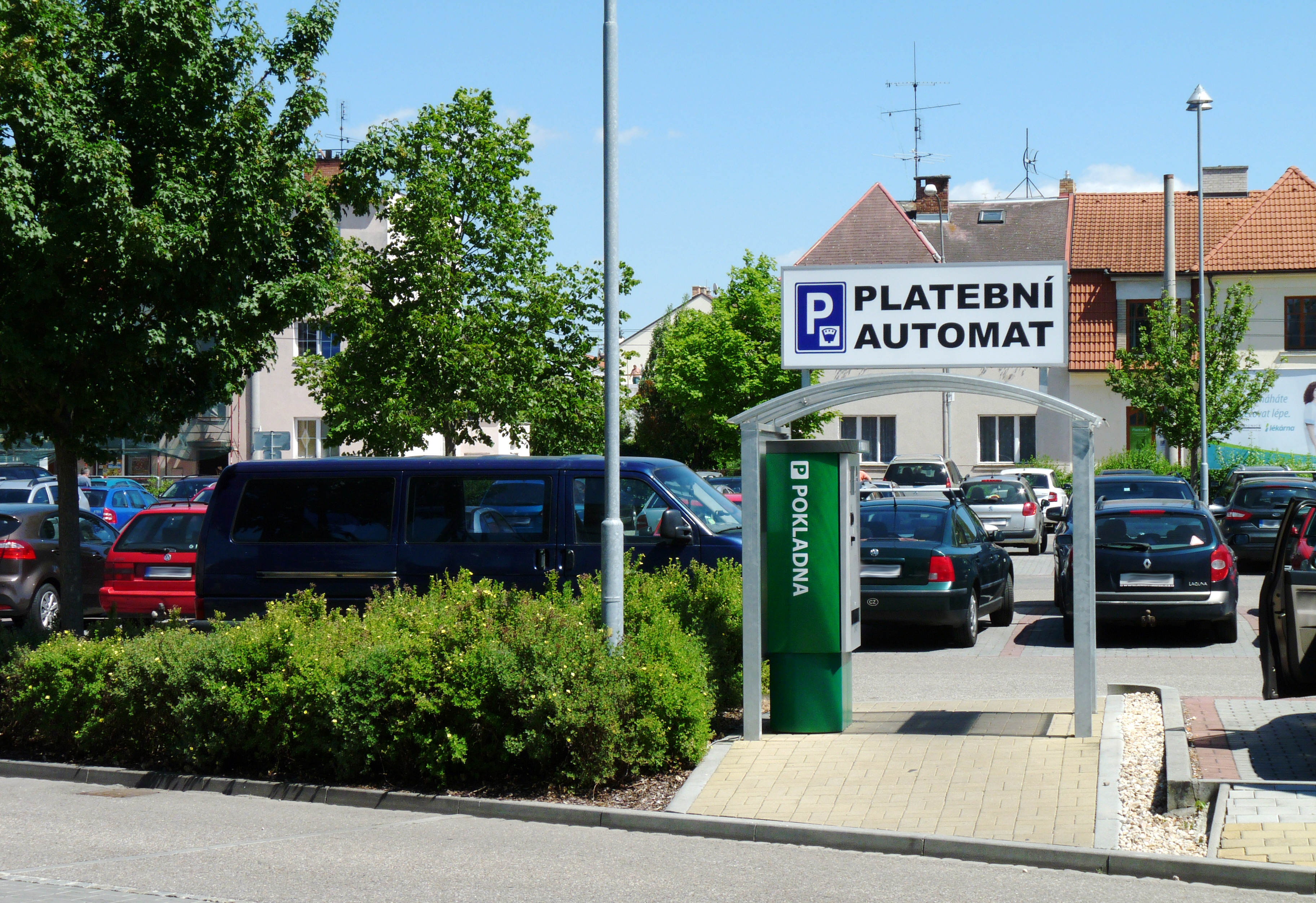
Platební automat nemocničního parkoviště

Nemocnici mají v názvu dvě zastávky MHD. První je U Nemocnice, jež se nachází kousek od areálu nemocnice a staví zde linky 2, 13, 15 a 22. Přímo před hlavním areálem se nachází zastávka "Nemocnice", kde staví linka 22.
Nedaleko od nemocnice na Lidické třídě se nachází zastávka Šumavská, kde staví linky 5, 7 a noční linka 53. Nejblíže tzv. dolnímu areálu je zastávka Grünwaldova a Parkoviště Dynamo) Zastavují zde linky 13 a 22, na zast. Parkoviště Dynamo pouze linka 22. 

## Zajímavosti
- V areálu nemocnice se od ledna do února 1986 natáčel film Operace mé dcery režiséra Ivo Nováka.[6]

## Galerie

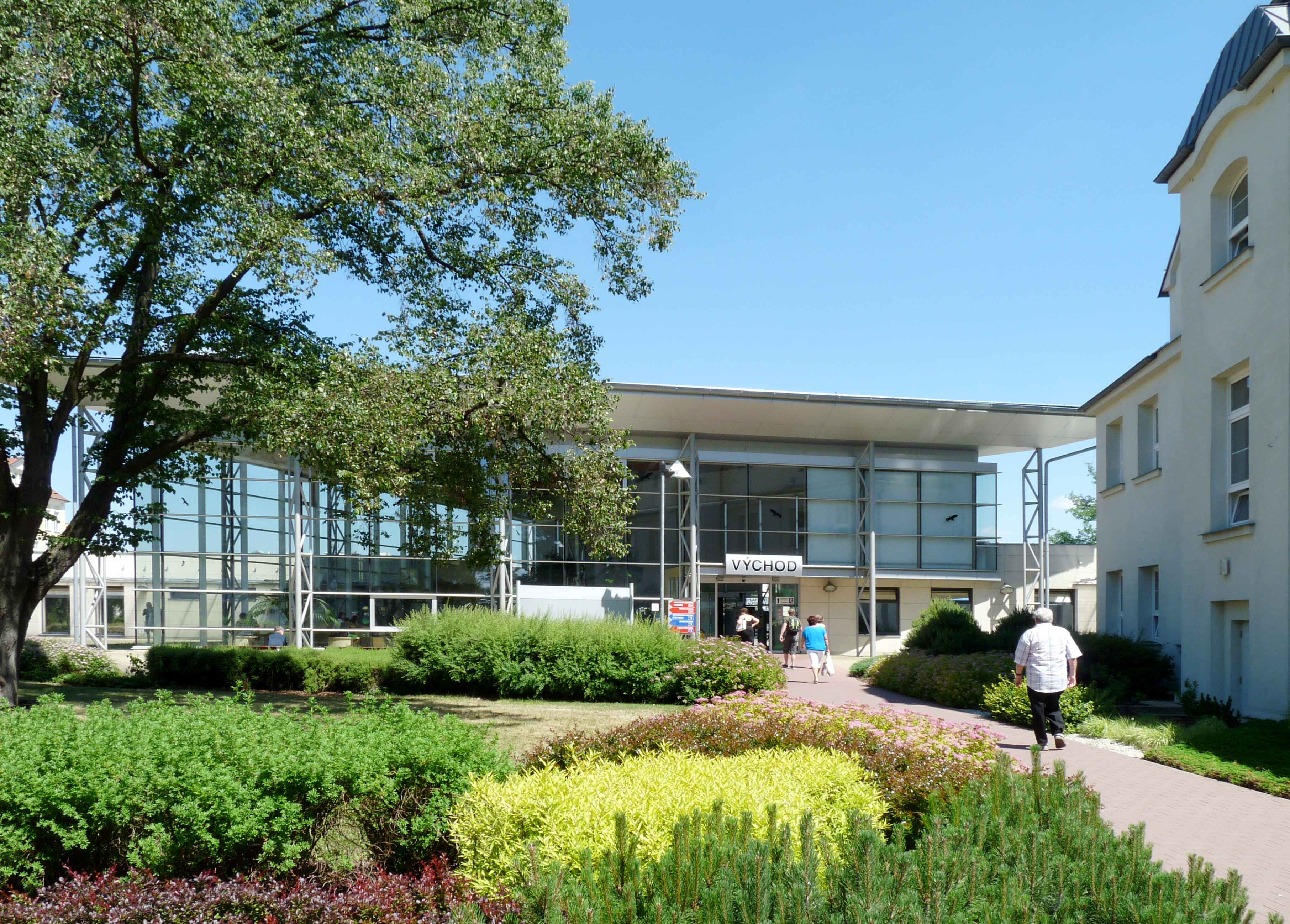
Brána areálu
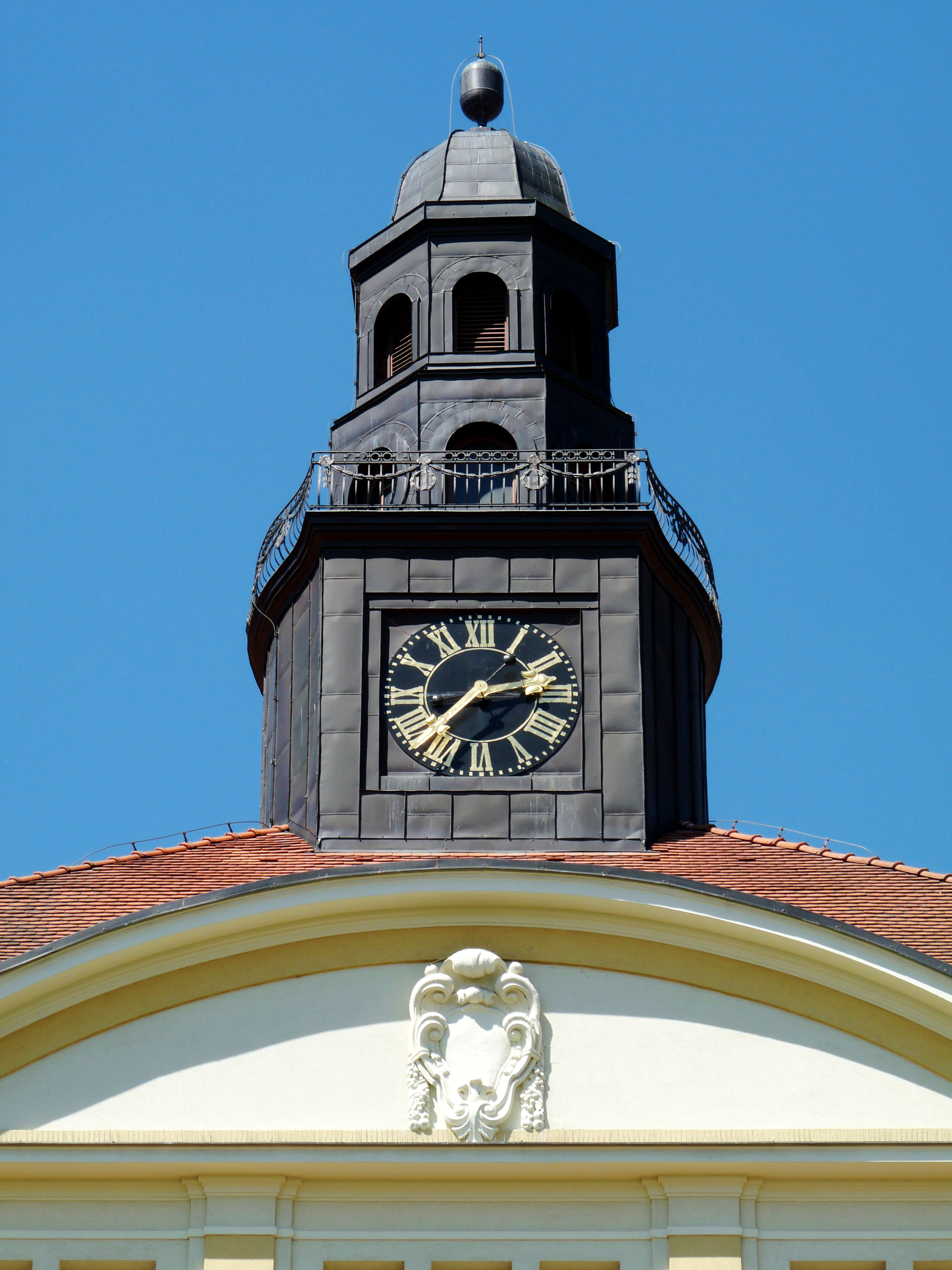
Hodiny na věži pavilónu T1
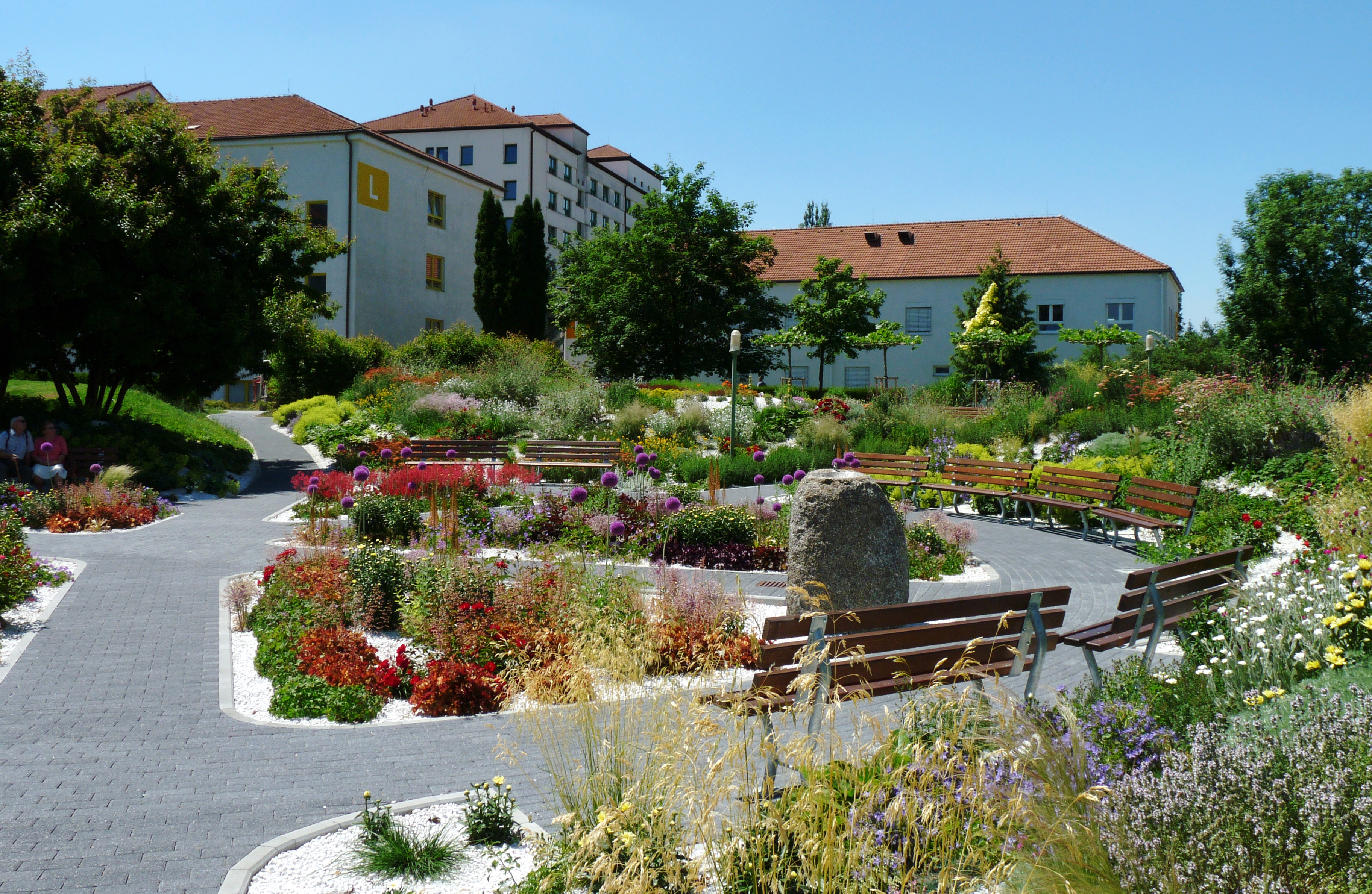
Vnitřní zahrada
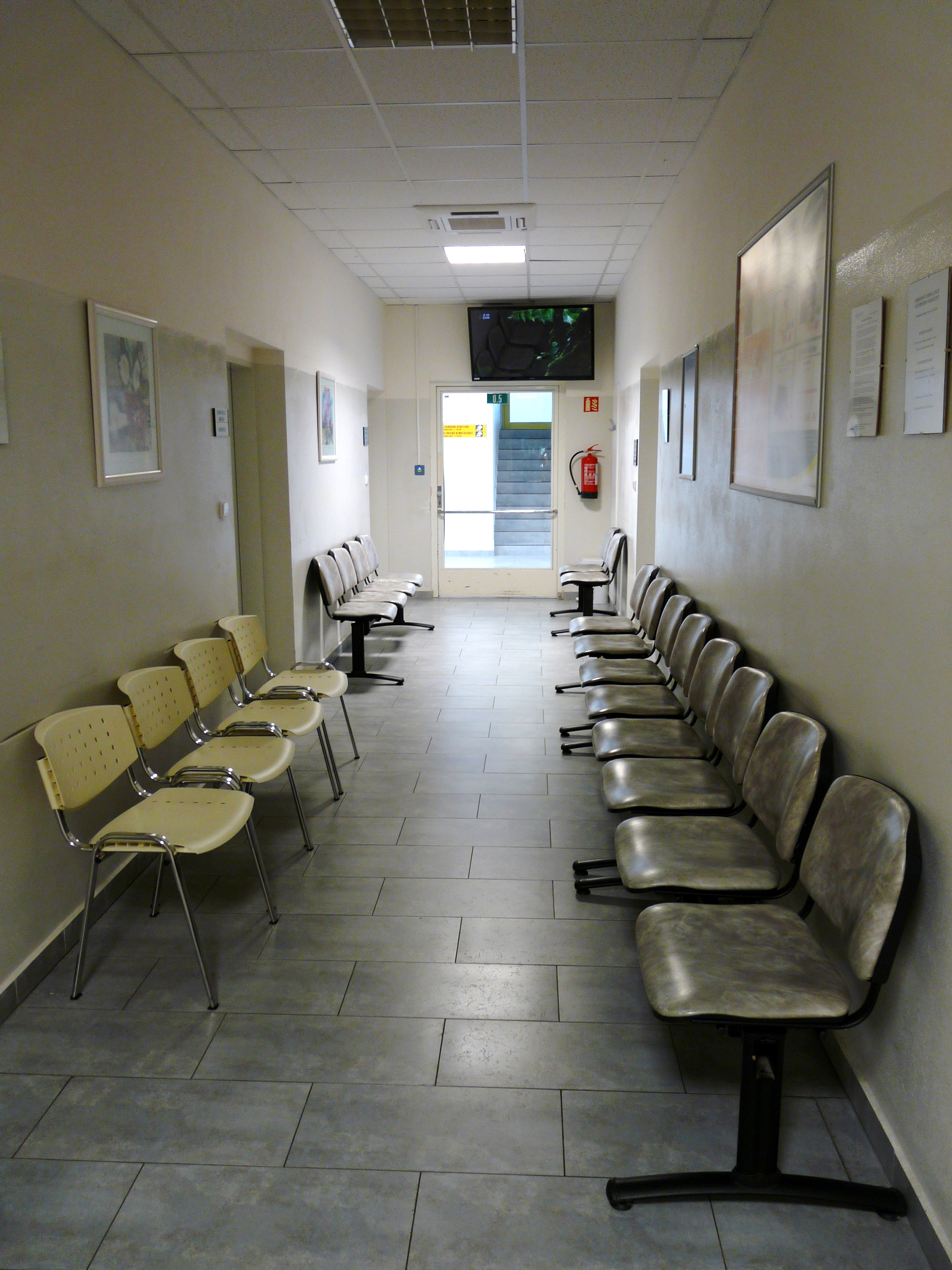
Čekárna v přízemí pavilónu I
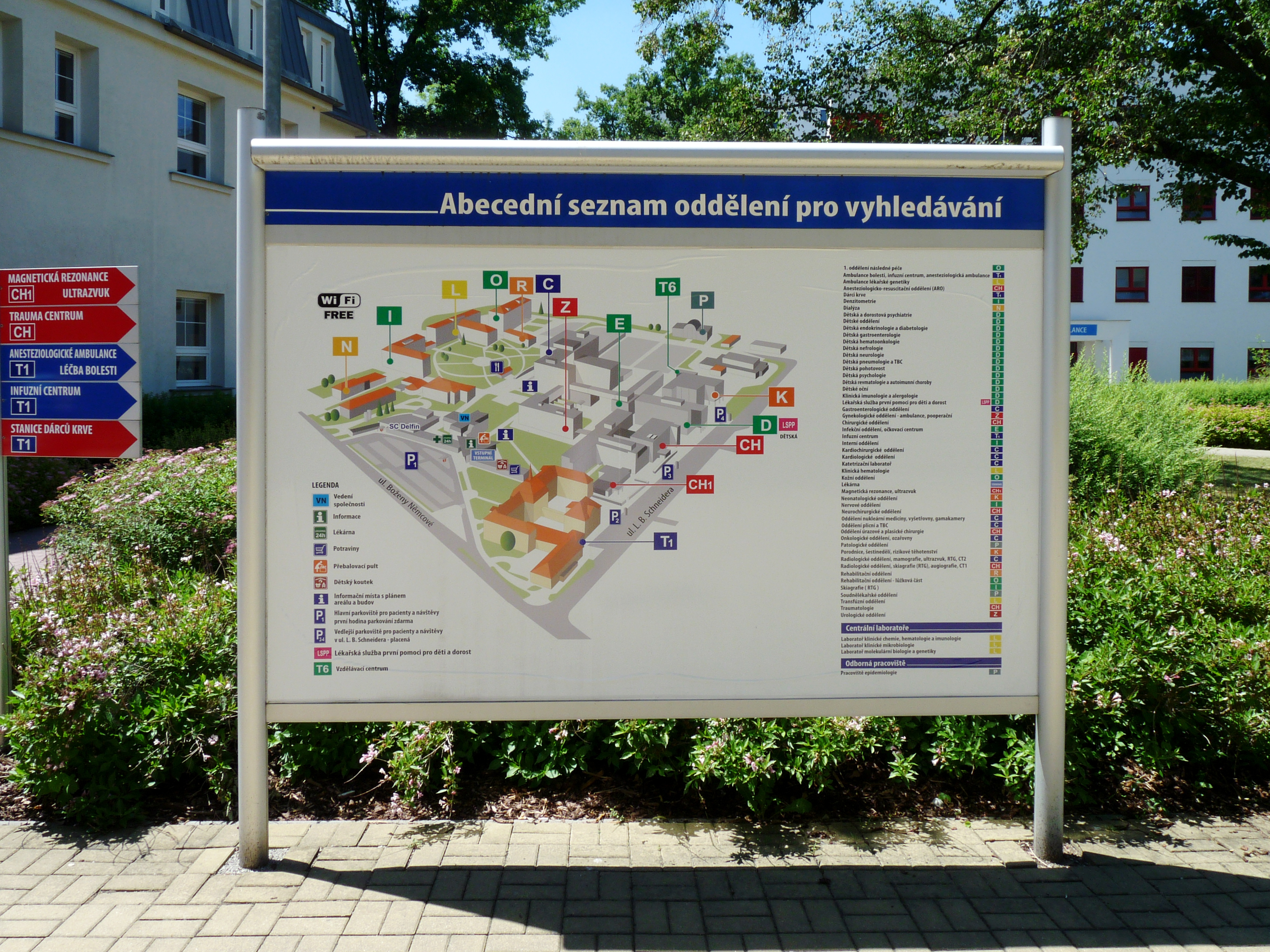
Orientační plán
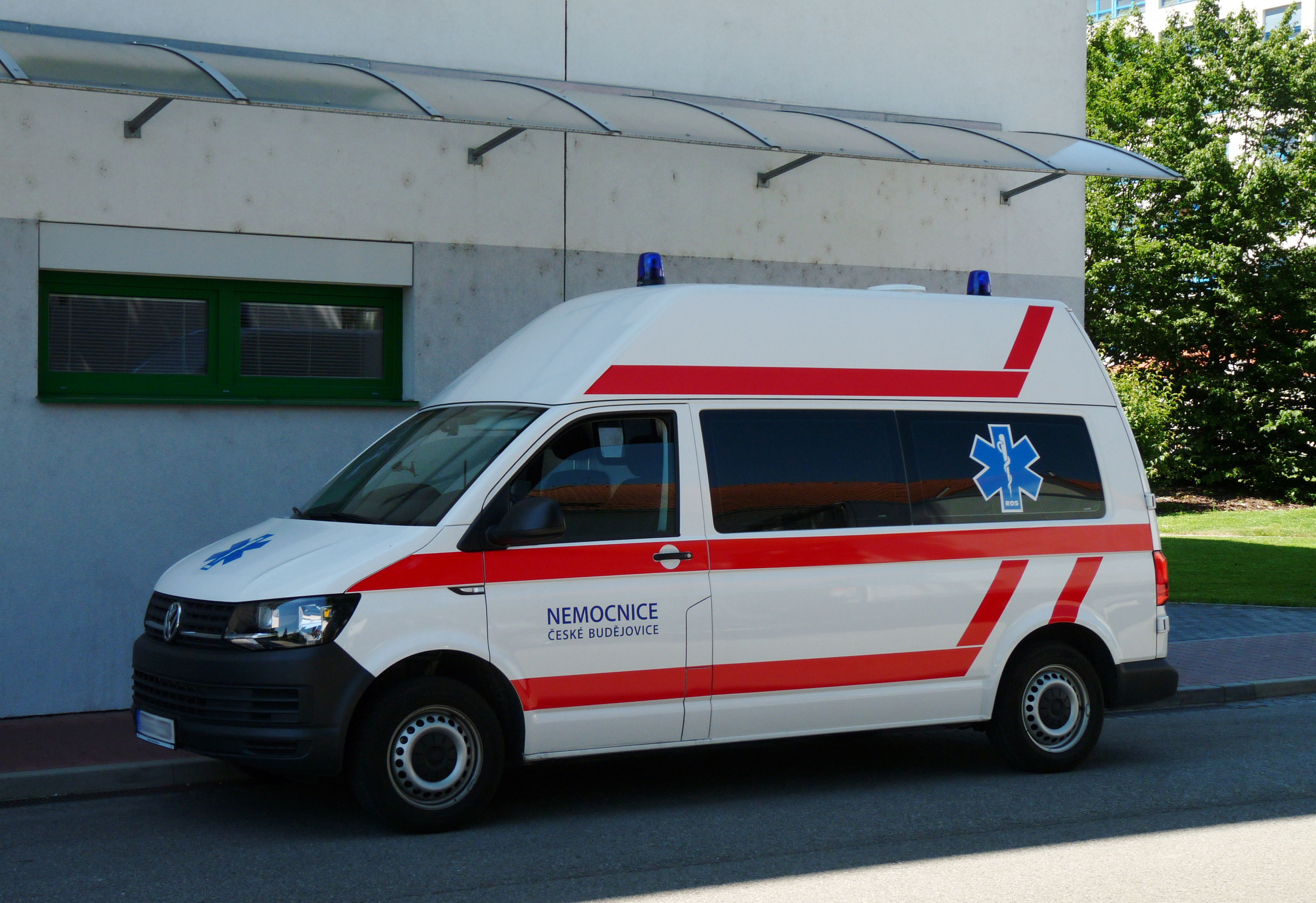
Sanitka Nemocnice České Budějovice
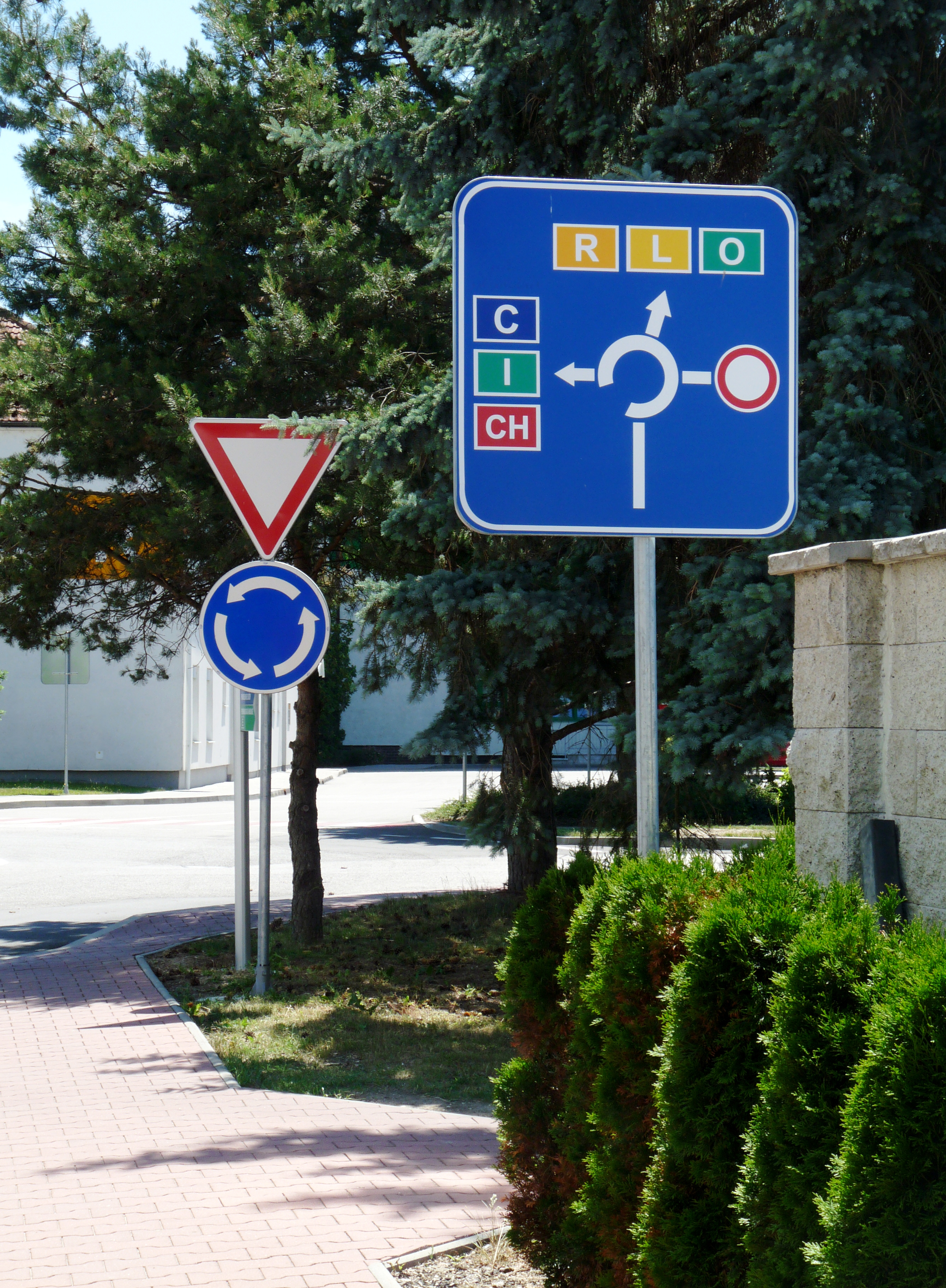
Dopravní značení v areálu
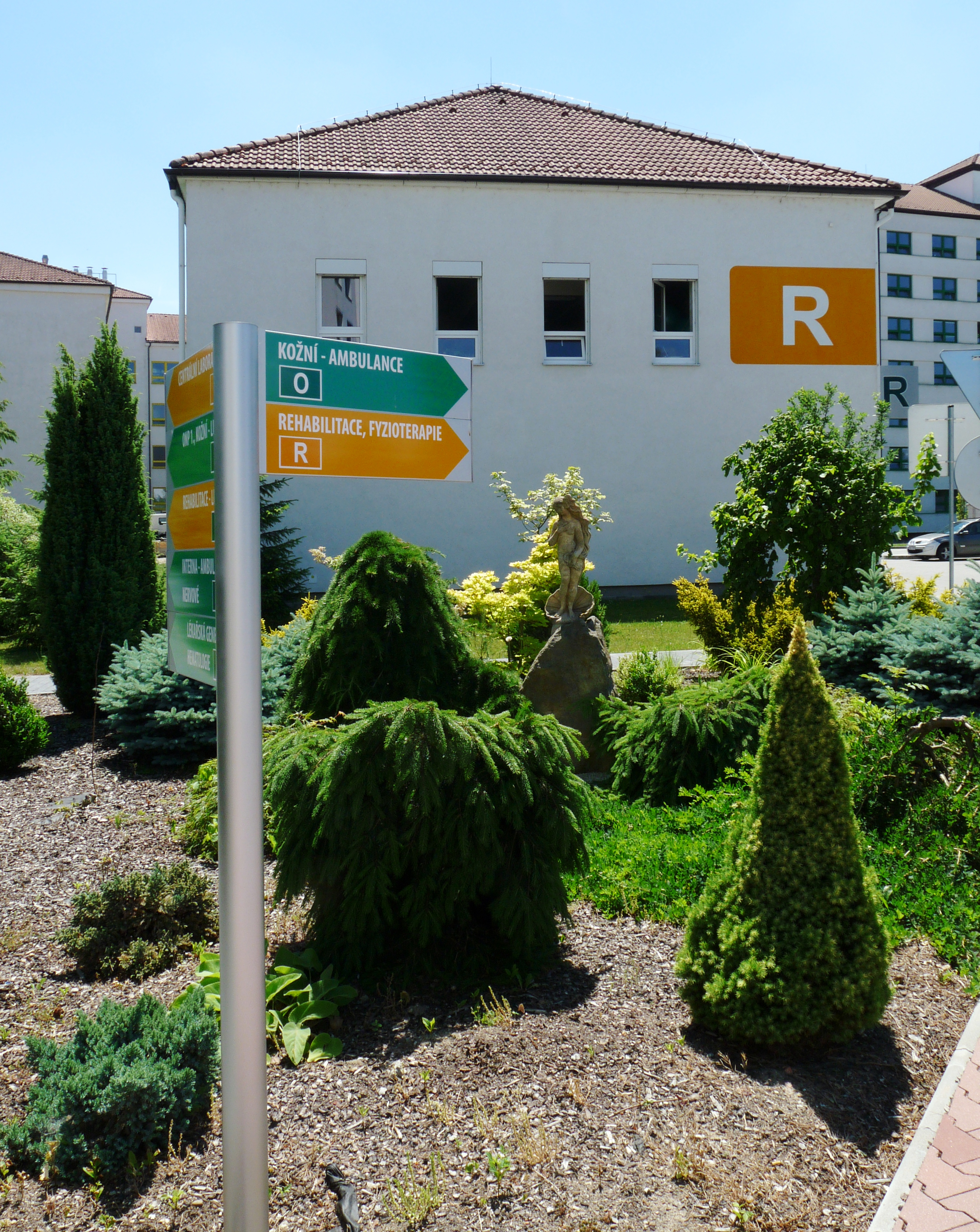
Pavilón R